# Jelena Lukić
Jelena Lukić (Užice, 1975) autorka je proze i poezije.

## Život
Jelena Lukić (rođena Marković) odrasla je u Užicu, gde je pohađala osnovnu školu i gimnaziju. Nakon gimnazije završava filozofiju na Filozofskom fakultetu u Beogradu. Danas se bavi novinarstvom i pisanjem. Autorka je poetskog kabarea „Kad se vrati Rozmari“.

## Proza
Od početka devedesetih Jelena Lukić se uglavnom bavi prozom i kratkim pričama. Rezultat toga su dve zbirke priča - Pred odlazak u kamin (1994) i Plagijat (1997). Već neke priče u Plagijatu svojom dužinom i stilom naslućuju da će nakon njih uslediti roman – prvo roman Escajg za teletinu, a potom i roman Stopalo kineske žene.
Autorka je drame Sava Raka Tinu (Narodno pozorište Užice 2010) u režiji Borisa Todorovića, drame Kritika čistog uma koja je izvedena u Theater m b H u Beču u režiji Johane Tomek, kao i brojnih radio drama koje su izvođene na Radiu BH1

## Poezija
Poezijom počinje da se bavi nešto kasnije. Svoje pesme vezujuje za cikluse koji su, pored emotivne povezanosti, često povezani i sa gradovima u kojima živi, te lutanja i istraživanja u tom životnom periodu dovode do bečkog ciklusa, sarajevskog ciklusa... Ti ciklusi okupljeni su u zbirkama Kako smo se igrali sa pokojnom bakom, Odlomci iz nenapisanih komada i  Za njom  ide jedan malen pas.

## Nagrade
Jelena Lukić dobitnica je nagrade za najbolju kratku priču Srbije (književni časopis „Ne moze se bez oblika“), nagrade za Najboljeg pripovedača književnog časopisa Venac i specijalne nagrade Tode Čolak za najbolju kratku priču. Dobitnica je i nagrade književnog konkursa Ulaznica za najbolju priču, nagrade Milutin Uskoković za pripovetku,  nagrade Disovo prolece za zbirku pesama, prve nagrada na Festivalu poezije u Vrbasu, prve nagrada na festivalu Dani poezije u Zaječaru, kao i specijalne nagrade u Theater MBH za dramu Kritika čistog uma i VBZ nagrade za roman godine u Hrvatskoj.

## Kabare
Kabare je nastao kao težnja ka adekvatnom predstavljanju poezije zainteresovanoj publici. Uobičajena forma promocija u Srbiji nije nudila dovoljno slobode ovim stihovima, te 2011. godine, sa grupom saradnika, Jelena Lukić producira poetsko vinski kabare „Kad se vrati Rozmari“, nudeći potpuno novi koncept poetskom programu. Kabare je na repertoaru narodnog pozorista Užice i reč je o prvom poetskom programu koji je na redovnom repertoaru jednog profesionalnog pozorišta u Srbiji. Kabare je imao dve verzije - Kad se vrati Rozmari (pored autorke na sceni i glumica Andrijana Simović) i Zabranjeni grad (pored autorke, na sceni glumci Vladimir Kurcubić i Andrijana Simović). Uz centralnog gosta (Ibrica Jusić) i autorske songove, uz recitovanje i  priče o zanimljivim događajima sa književnih dogadjaja kabare pruža potpuno nov život poeziji i poetskom doživljaju.

## Novinarstvo
Nakon studentskog rada na radiju Studio B, prelazi u Sarajevo i radi u magazinu Dani. Radila je i za elektronski časopis Critic koji je izdavao Wa univerzitet. Od 2007. godine radi za Metropolis, Tv VPRO kao jedan od regionalnih dopisnika i autor dokumentarnih priloga sa prostora bivše Jugoslavije.